# Carvatech

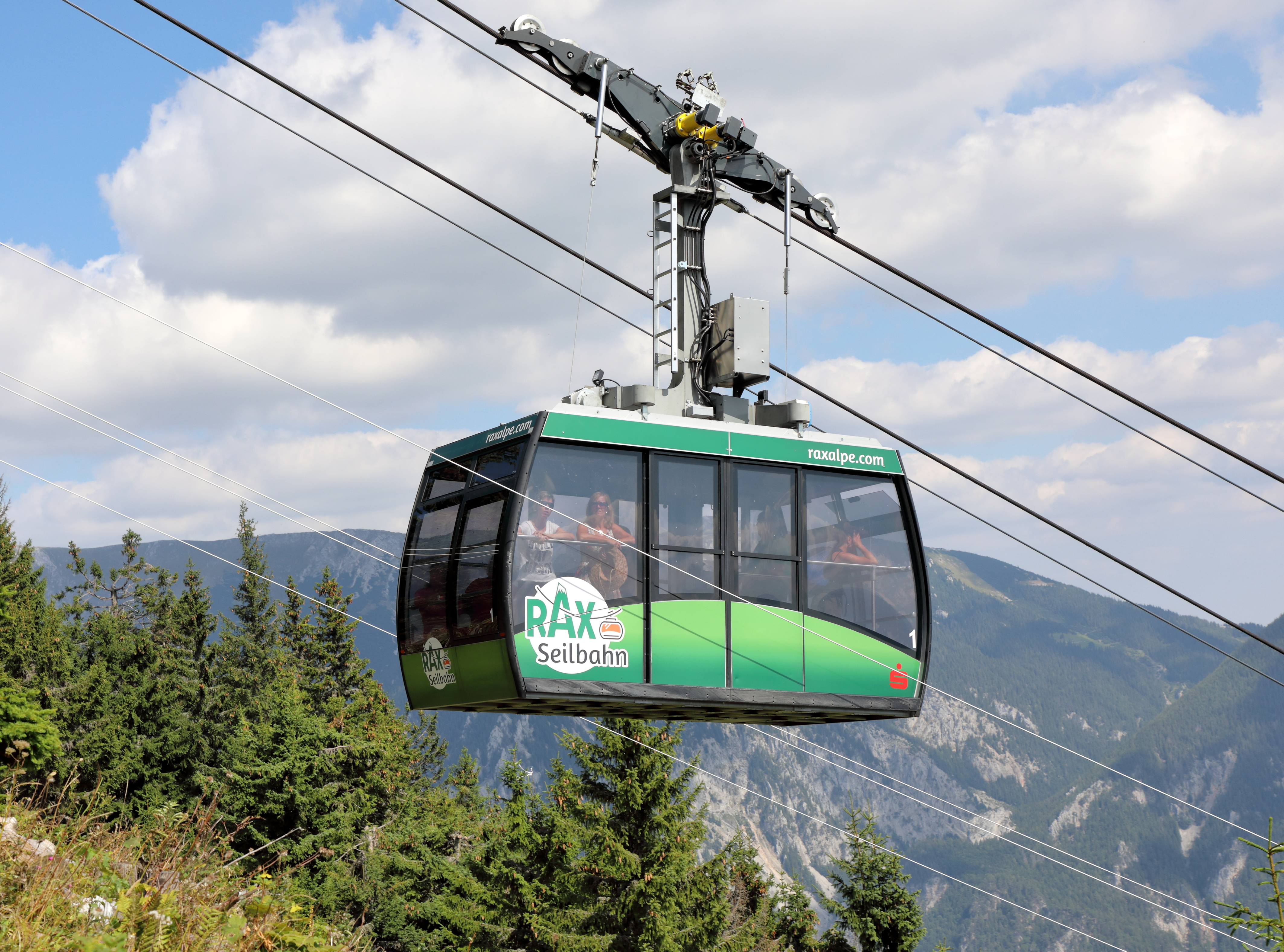
Gondel van de Rax-kabelbaan in Reichenau an der Rax. De kabelbaan werd aangelegd in de jaren 1920. Deze cabine werd in 2002 gebouwd door Carvatech en vernieuwd in 2015-2016.

Carvatech Karosserie- und Kabinenbau GmbH is een Oostenrijks bedrijf dat cabines voor kabelbanen produceert. Van de jaren 1940 tot 2005 heette het bedrijf Swoboda. Sinds 2001 zijn Reinhard Aschauer en Robert Vockenhuber eigenaar. De firma is gevestigd in Oberweis (gemeente Laakirchen) en telt zo'n 60 werknemers.